# Der Brief für den König (Fernsehserie)
Der Brief für den König (Originaltitel: The Letter for the King) ist eine niederländische Jugendserie nach dem gleichnamigen Roman von Tonke Dragt. Die Miniserie erschien am 20. März 2020 über den Streamingdienst Netflix.

## Handlung
Die Serie folgt zwar im Groben der Handlung des Romans, weicht jedoch in einigen Szenen und bei einigen Figuren stark von der Vorlage ab.
Die Serie handelt von dem jungen Schildknappen Tiuri, der von einem Ritter adoptiert wurde. Er soll die Prüfungen zum Ritter durchlaufen, ist aber sehr unbegabt. So besticht sein Ziehvater einige der Gegner beim Turnier, damit sein Sohn doch noch die Ritterprüfung ablegen kann. So hat er es unter den jungen angehenden Rittern schwer, die natürlich von seiner Vorteilsnahme wissen. Zudem plagen ihn Stimmen, die ihn immer wieder ablenken. Als Prüfung werden sie einer Nachtwache unterzogen. Sie dürfen nicht sprechen und auch nicht die Tür öffnen. Als schließlich doch jemand an die Pforte klopft, öffnet Tiuri dennoch die Tür. Er wird zu einem im Sterben liegenden schwarzen Ritter geführt, der ihm einen Brief aushändigt, den der König Unauwen unbedingt vor dem Blutmond erreichen soll. Mit dem Pferd des Ritters macht er sich auf den langen Weg, doch die roten Ritter verfolgen ihn.
Als er zunächst von seinem Vater aufgegriffen wird, muss er miterleben, wie dieser von Fatuman, einem machthungrigen Ritter, ermordet wird. Er selbst wird des Mordes am schwarzen Ritter verdächtigt und so sieht er sich nicht nur von den roten Rittern verfolgt, auch die anderen Knappen werden ihm hinterher geschickt.
Auf seiner Flucht trifft er auf Lavinia, die ihm hilft. Gemeinsam reisen sie per Schiff weiter. Von einem Fremden getäuscht, wird Tiuri offenbart, dass er einer der letzten Schamanen ist. Die Stimmen waren nur Vorboten seiner Kräfte. Der Fremde will ihm diese Kräfte entziehen, doch die Knappen und Lavinia befreien ihn. Die angehenden Ritter beschließen, ihm zu helfen, doch einige aus ihrer Mitte verraten ihn. Doch gemeinsam können sie ihren Häschern entkommen. Lavinia ist es jedoch, die die Schamanenkräfte besitzt.
Als sie beim König eintreffen, sprengen die Knappen das Bankett. Tiuri überreicht den Brief, doch der junge Kronprinz beginnt vor den Augen der Versammelten seinen Verrat. Mit dunkler Magie will er seinen Vater beseitigen und selbst König werden. Doch Lavinia und Tiuri verbinden ihre Kräfte und können den Verräter aufhalten.
Am Ende werden Tiuri und seine Knappenfreunde zum Ritter geschlagen.

## Produktion
Der Streamingdienst Netflix gab im Juli 2018 eine Neufassung des bekannten Jugendbuches von Tonke Dragt bei der britischen Produktionsgesellschaft FilmWave in Auftrag. Diese ließ dabei Drehbuchautor Will Davies viele Freiheiten in der Ausgestaltung der sechs Folgen. Insbesondere die stärkere Betonung des Fantastischen ist dabei neu. Die Serie wurde in den Niederlanden produziert. Drehorte waren Neuseeland und die Tschechische Republik. Trotz der niederländischen Produktion wurde die Serie in Englisch gedreht.
Bisher wurde keine zweite Staffel angekündigt. Auf Grund einiger Anzeichen im Finale wird jedoch spekuliert, dass eine Fortsetzung geplant sei. In der Romanvorlage Der Wilde Wald war Viridian der Bösewicht, der nun jedoch in der ersten Staffel getötet wurde. Ob er in einer zweiten Staffel zurückkehrt oder ob mit Königin Alianor wie in der letzten Szene angedeutet ein neuer Bösewicht geplant ist, ist noch offen.

## Episodenliste
| Nr.                                                                                    | Deutscher Titel                   | Originaltitel             | Regie          | Drehbuch                  |
| -------------------------------------------------------------------------------------- | --------------------------------- | ------------------------- | -------------- | ------------------------- |
| 1                                                                                      | Aufziehende Sturmwolken           | Storm Clouds Gather       | Felix Thompson | Will Davies               |
| 2                                                                                      | Ist sie nicht ein Goldschatz?     | Isn’t She a Sweetheart?   | Alex Holmes    | Will Davies, Stacey Gregg |
| 3                                                                                      | Am äußersten Ende der Welt        | At the End of the World   | Felix Thompson | Rose Heiney               |
| 4                                                                                      | Die Ritter der Gefahr             | Danger Knights            | Alex Holmes    | Harry Cripps              |
| 5                                                                                      | Spirale                           | Spiral                    | Charles Martin | Joy C. Mitchell           |
| 6                                                                                      | Wenn der Blutmond am Himmel steht | When the Blood Moon Rises | Felix Thompson | Will Davies               |
| Am 20. März 2020 wurden alle Folgen der Serie gleichzeitig bei Netflix veröffentlicht. |                                   |                           |                |                           |

## Kritiken
Die Machart der Serie erinnerte viele Kritiker an eine Art Game of Thrones für Jugendliche. Die Kritiker sind gespaltener Meinung ob dies gelungen ist. So vergab Oliver Armknecht bei Film-rezensionen.de 3,5 (von fünf) Sternen:

„Grundsätzlich ist das als Ziel nicht verkehrt. Nur wusste man wohl nicht so wirklich, wie man eine solche Serie mit zielgruppengerechten Elementen verbinden kann. Immer mal wieder hat man den Eindruck, dass hier Pfadfinder unterwegs sind, die abends am Lagerfeuer sitzen und davon träumen, ihr nächstes Abzeichen zu machen. Das ist irgendwie nett, passt aber nicht so recht zu dem vorgegebenen Weltuntergangsszenario. (…) Im direkten Vergleich ist der nordische Kollege Die Hüterin der Wahrheit – Dinas Bestimmung dann aber doch die bessere Wahl, wenn es um jugendliche Fantasy-Abenteuer geht, alternativ Wenn du König wärst, welcher die Artus-Saga auf ungewöhnliche Weise in der Gegenwart neu interpretiert.“

Dagegen vergab der Filmdienst vier Punkte und resümierte: „Mit den Versatzstücken des Fantasy-Genres erzählt die Miniserie eine Coming-of-Age-Geschichte über die Suche nach Anerkennung und die Auseinandersetzung mit der eigenen Identität und adaptiert die Erzählmuster „erwachsener‟ Fantasyserien adäquat für ein jugendliches Publikum.“